# Марленд (Оклахома)
Марленд (англ. Marland) — місто (англ. town) в США, в окрузі Нобл штату Оклахома. Населення — 184 особи (2020).

## Географія
Марленд розташований за координатами 36°33′40″ пн. ш. 97°9′10″ зх. д. / 36.56111° пн. ш. 97.15278° зх. д. (36.561119, -97.152909).  За даними Бюро перепису населення США у 2010 році місто мало площу 0,68 км², уся площа — суходіл.

## Демографія
Згідно з переписом 2010 року, у місті мешкало 225 осіб у 77 домогосподарствах у складі 54 родин. Густота населення становила 333 особи/км².  Було 99 помешкань (146/км²).
Расовий склад населення:
| - 48,9 % — білих - 44,4 % — корінних американців - 0,4 % — чорних або афроамериканців - 1,3 % — осіб інших рас |

До двох чи більше рас належало 4,9 %. Частка іспаномовних становила 6,2 % від усіх жителів.
За віковим діапазоном населення розподілялося таким чином: 36,0 % — особи молодші 18 років, 57,8 % — особи у віці 18—64 років, 6,2 % — особи у віці 65 років та старші. Медіана віку мешканця становила 30,6 року. На 100 осіб жіночої статі у місті припадало 94,0 чоловіків;  на 100 жінок у віці від 18 років та старших — 97,3 чоловіків також старших 18 років.
Середній дохід на одне домашнє господарство  становив 32 618 доларів США (медіана — 23 304), а середній дохід на одну сім'ю — 35 016 доларів (медіана — 24 018). За межею бідності перебувало 38,3 % осіб, у тому числі 48,9 % дітей у віці до 18 років та 14,3 % осіб у віці 65 років та старших.
Цивільне працевлаштоване населення становило 97 осіб. Основні галузі зайнятості: виробництво — 16,5 %, освіта, охорона здоров'я та соціальна допомога — 14,4 %, будівництво — 13,4 %.